# Classe 4-8-0 240.p1
La classe 240.P1 va ser una locomotora de vapor que va ser utilitzada en la línia PO (París-Orleans). Es va usar per tenir més velocitat a la línia.

## Informació i història
La línia de París-Orleans volia des de 1930 locomotores més ràpides per acurtar trajectes. André Chapeleon, que era director del departament d'investigació de la PO i el pare de la PO de 4 cilindres compound tipus pacífic, va decidir reconstruir-la, però 4-8-0, ell també va transformar la PO 3500 classe pacífic en un altre. Entre 1930-1931 en la ciutat de Tours van fer les remodelacions, la nova caldera era una ''Súper Pacífic'' dels ferrocarrils del Nord amb una llarga caixa de foc Belpaire i un sifó tèrmic Nicholson. Les elegants línies de la locomotora se'n van transformar perquè hi havia acumulació de canonades, cúpules, bombes i cilindres en una màquina amb un aspecte diferent, també era més forta i també tenia doble xemeneia, en el seu interior també va ser tocat i canviat. Les prestacions van millorar, els circuits de vaporització lliure, el tiro, i l'error arreglats feien provocar corrent d'aire, tenia una bona caldera i la seva caixa de foc feia que arribes a 2.984 kW de potència de cilindres a una velocitat de 112 KMPH amb 584 tones 11 es van construir el 1934 i 25 al 1940. Aquestes locomotores podien anar amb tots els terrenys amb tots els requisits de locomotores fins i tot elèctriques que es van perdre en la guerra. La SNFC en el 1938 va decidir començar a reduir la fabricació.

## Informació extra
- Pressió de la caldera: 20,5 kg/cm²
- Cilindres: hp 397,9 x 588,8 mm/ ip 579 x 588,8
- Rodes motrius: 1.846 mm
- Àrea de parilla: 3,75 m²
- Superfície d'escalfament: 213 m²
- Reescalfador: 68 m²
- Esforç de tracció: 14.026 kg
- Pes total 110,7 tones